# Stefan Drößler

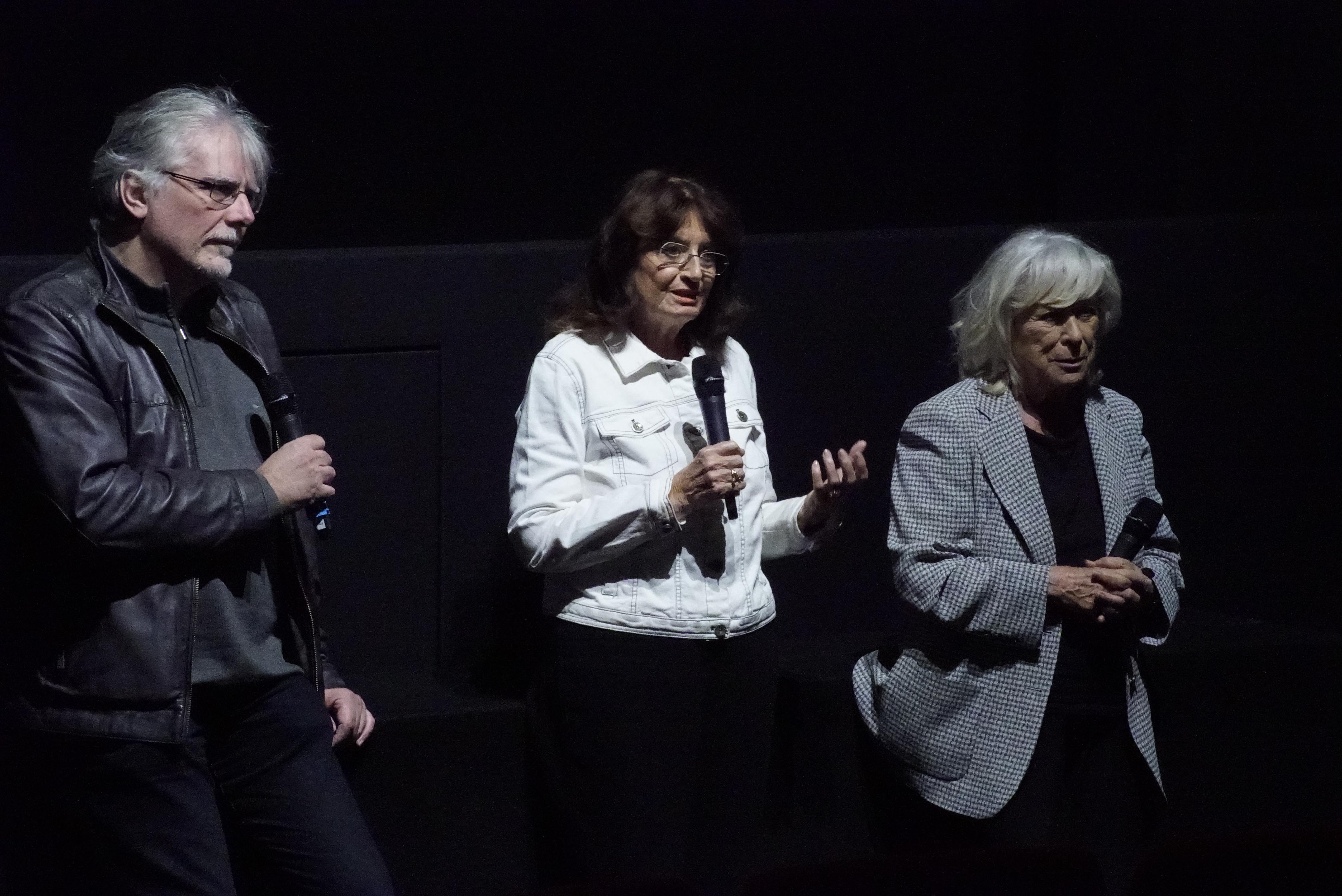
Stefan Drößler mit Katja Raganelli (Mitte) und Margarethe von Trotta (rechts), 2019

Stefan Drößler (* 1961 in Hillesheim (Eifel)) ist ein deutscher Filmhistoriker und Experte für Stummfilme. Er ist Direktor des Filmmuseums München, Gründer und Kurator der Internationalen Stummfilmtage in Bonn und Restaurator alter Filme. Außerdem beteiligt er sich an der Organisation internationaler Filmfestivals.

## Leben
Stefan Drößler wurde 1961 in Hillesheim geboren und wuchs im Köln-Bonner Raum auf. Während seiner Schulzeit im Konrad-Adenauer-Gymnasium in Bonn-Bad Godesberg gründete er eine Film-AG. Drößler studierte an der Universität Bonn, leitete dort einen Filmclub und organisierte Filmfestivals und Filmseminare. 1984/85 war er Filmreferent des Bundesverbandes für Studentische Kulturarbeit BSK e.V., 1984 bis 1989 leitete er das internationale Festival für experimentelle Kurzfilme „experi & nixperi“. 1985 gründete er mit Matthias Keuthen das Bonner Sommerkino, damals noch als Mischung aus Ton- und Stummfilmen im Poppelsdorfer Schloss. Von 1986 bis 1998 war Drößler Direktor der Bonner Kinemathek und des Brotfabrik-Kinos in Beuel. In seiner Bonner Zeit organisierte er auch das Filmprogramm des Hauses der Geschichte und der Bundeskunsthalle. Die aus dem Sommerkino hervorgegangenen Bonner Stummfilmtage leitet er seit einigen Jahren nicht mehr, sondern Sigrid Limprecht.
Seit 1999 ist Drößler Direktor des Münchner Filmmuseums. Dort arbeitet er an der Restaurierung beschädigter oder teilweise verlorener Filme, meist aus den 1910er und 1920er Jahren, aber auch aus den 1950er Jahren, wie Lola Montez von Max Ophüls oder Mr. Arkadin von Orson Welles. Nebenbei beschäftigt er sich weiter mit internationalen Projekten, so organisierte er 2005 auf dem Filmfestival Locarno eine Orson-Welles-Retrospektive. 2001 bis 2005 saß er im Executive Committee der Fédération Internationale des Archives du Film (FIAF), seit 2007 ist er Mitglied des Beirats Film im Goethe-Institut. 2006 gründete er zusammen mit anderen das DVD-Label Edition Filmmuseum, in dem die Filmarchive aus dem deutschsprachigen Raum ihre Archivschätze und Filmrestaurierungen veröffentlichen. 2008 war Drößler in der Dokumentation Harlan - Im Schatten von Jud Süss zu sehen, 2010 in der Dokumentation Mythos Metropolis.
Als Autor veröffentlichte Drößler Texte und Artikel in Zeitschriften wie Film-Dienst, Recherche Film und Fernsehen, Journal of Film Preservation und Film History sowie Büchern über Filmgeschichte und Filmtechnik. Als Herausgeber publizierte er Festival-Kataloge, Programmhefte, DVD-Booklets und Bücher über Filmrestaurierungen und Orson Welles. Als Gast hielt er Vorträge, Vorlesungen und Seminare an Universitäten und Hochschulen im In- und Ausland, so an der Hochschule für Fernsehen und Film in München, der Ludwig-Maximilians-Universität in München, der Friedrich-Wilhelm-Universität in Bonn, der New York University, der Yale University in New Haven, der Harvard University in Cambridge, der University of California in Los Angeles und CalArts in Santa Clarita.

## Features
- 2015: Thomas von Steinaecker: Orson Welles. Ein Puzzle – Regie: Claudia Kattanek (Feature – DLF)

## Auszeichnungen
- 1996: Urkunde der Filmstiftung Nordrhein-Westfalen für sein herausragendes Engagement und seine besonderen Verdienste um die Kinokultur in Bonn
- 2020: Bene Merito, höchste Ehrenmedaille des polnischen Außenministeriums[8]
- 2023: San Francisco Silent Film Festival Award für sein Engagement bei der Restaurierung und Präsentation von Stummfilmen[9]